# Bernhard Wenzeslaus von Pransnitz
Bernhard Wenzeslaus von Pransnitz, CanA (auch Bernhard Wenzel von Pransnitz; Bernhard von Symbalon; † spätestens 1456) war Titularbischof von Symbalon (Symbaliensis) und Weihbischof in Breslau.

## Leben
Bernhard Wenzeslaus Pransnitz war Augustiner-Chorherr von St. Maria auf dem Sande in Breslau. Am 15. Mai 1447 wurde er zum Titularbischof von Symbalon (Symbaliensis) und Weihbischof in Breslau ernannt. Im selben Jahr war er zusammen mit dem Weihbischof Johannes Erler Mitkonsekrator bei der Weihe des Breslauer Bischofs Peter II. Nowag. Da Breslau damals noch zur Kirchenprovinz Gnesen gehörte, leistete er nach der Konsekration dem Gnesener Metropoliten den Treueeid. Im Mai 1450 weihte er die Kirche von Oltaschin bei Breslau. Er starb vor dem 1. März 1456. Sein Bestattungsort ist nicht bekannt.